# Sagittoidea
Sagittoidea is een klasse waartoe in elk geval alle levende pijlwormen (Chaetognatha) behoren. Het zijn kleine ongewervelde mariene wormen. De klasse telt iets meer dan 100 soorten, die tussen 2 en 120 millimeter lang worden. Ongeveer 20% van hen komen voor in de bentische zone van de oceaan. Ze vormen wereldwijd het grootste gedeelte van plankton en voeden zich voornamelijk met kleine diatomeeën of ander plankton. Pijlwormen zijn carnivoor. Sommige soorten staan erom bekend het neurotoxine tetrodotoxine te gebruiken om hun prooi te verlammen.

## Taxonomie
- Klasse Sagittoidea
  - Orde Aphragmophora
    - Familie Bathybelidae
      - Geslacht Bathybelos

    - Familie Krohnittidae
      - Geslacht Krohnitta

    - Familie Pterokrohniidae
      - Geslacht Pterokrohnia

    - Familie Pterosagittidae
      - Geslacht Pterosagitta

    - Familie Sagittidae
      - Geslacht Aidanosagitta
      - Geslacht Caecosagitta
      - Geslacht Decipisagitta
      - Geslacht Ferosagitta
      - Geslacht Flaccisagitta
      - Geslacht Mesosagitta
      - Geslacht Parasagitta
      - Geslacht Pseudosagitta
      - Geslacht Sagitta
      - Geslacht Serratosagitta
      - Geslacht Solidosagitta
      - Geslacht Zonosagitta

  - Orde Phragmophora
    - Familie Eukrohniidae
      - Geslacht Eukrohnia

    - Familie Heterokrohniidae
      - Geslacht Archeterokrohnia
      - Geslacht Heterokrohnia
      - Geslacht Xenokrohnia

    - Familie Krohnittellidae
      - Geslacht Krohnittella

    - Familie Spadellidae
      - Geslacht Bathyspadella
      - Geslacht Calispadella
      - Geslacht Hemispadella
      - Geslacht Paraspadella
      - Geslacht Spadella